# Glenopteris oculifera
Glenopteris oculifera är en fjärilsart som beskrevs av Jacob Hübner 1821. Glenopteris oculifera ingår i släktet Glenopteris och familjen nattflyn. Inga underarter finns listade i Catalogue of Life.

## Bildgalleri

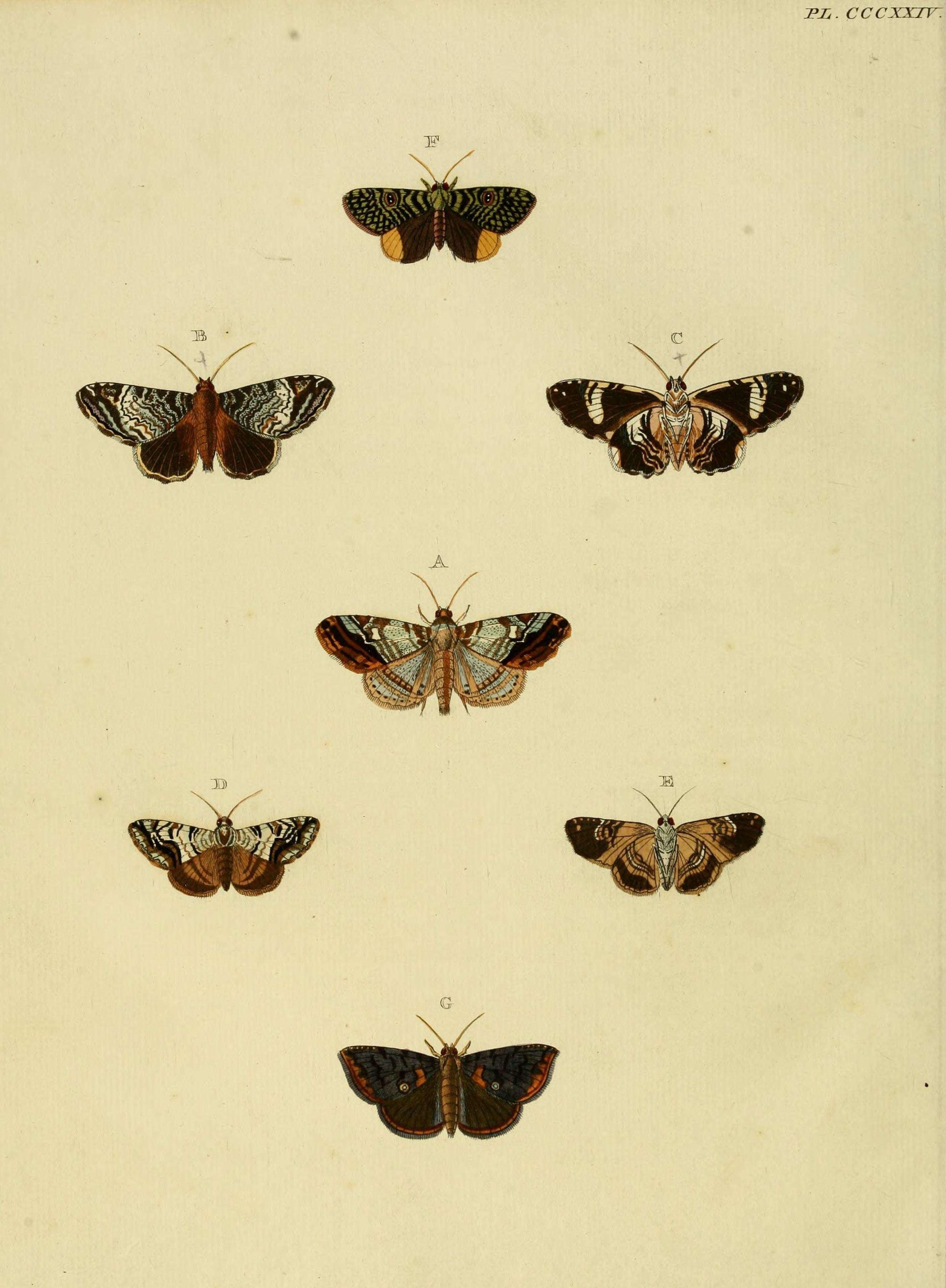